# Matemáticas 55
Matemáticas 55 (en inglés Math 55) es un curso de dos semestres de duración del primer año de licenciatura de matemáticas en la Universidad de Harvard, creado por Lynn Loomis y Shlomo Sternberg. Los títulos oficiales del curso son Álgebra abstracta con honores (Matemáticas 55a, Honors Abstract Algebra) y Análisis real y complejo con honores (Matemáticas 55b, Honors Real and Complex Analysis). Anteriormente, el título oficial era Cálculo avanzado con honores y álgebra lineal (Honors Advanced Calculus and Linear Algebra).

## Descripción
El Departamento de Matemáticas de la Universidad de Harvard describe Matemáticas 55 como «probablemente la clase de matemáticas de pregrado más difícil del país». Anteriormente, los estudiantes comenzaban el año en Matemáticas 25 (que se creó en 1983 como un nivel inferior de Matemáticas 55) y, después de tres semanas de topología de conjuntos de puntos y temas especiales (por ejemplo, en 1994 el análisis p-ádico fue enseñado por Wilfried Schmid), los estudiantes tomarían una prueba. A partir de 2012, los estudiantes pueden optar por inscribirse en Matemáticas 25 o Matemáticas 55, pero se les recomienda «comprar» ambos cursos y disponer de cinco semanas para elegir uno. Dependiendo del profesor que imparta la clase, el examen de diagnóstico aún se puede tomar después de tres semanas para ayudar a los estudiantes con su decisión.
En 1994, 89 estudiantes tomaron el examen de diagnóstico: los estudiantes que obtuvieron más del 50% en el cuestionario podían inscribirse en el curso Matemáticas 55 de Schmid (15 estudiantes), los estudiantes que obtuvieron entre 10 y 50% podrían inscribirse en Matemáticas 25 de Benedict Gross: Álgebra lineal teórica y análisis real (55 estudiantes), y se recomendó a los estudiantes con una puntuación inferior al 10% que se inscribieran en algún curso como Matemáticas 21: Cálculo multivariable (19 estudiantes).
Un examen final para llevar a casa pone fin a la clase.

### Tasa de retención histórica
En 1970, Matemáticas 55 cubrió casi cuatro años de trabajo de curso del departamento en dos semestres y, posteriormente, atrajo solo a los estudiantes universitarios más diligentes. De los 75 estudiantes que se inscribieron en la oferta de 1970, al final del curso, solo quedaban 20 debido a la naturaleza avanzada del material y las limitaciones de tiempo bajo las cuales los estudiantes tenían que trabajar. David Harbater, profesor de matemáticas en la Universidad de Pensilvania y estudiante de la sección 1974 de Matemáticas 55 en Harvard, recordó su experiencia: «Setenta [estudiantes] lo comenzaron, 20 lo terminaron y solo 10 lo entendieron». Scott D. Kominers, familiarizado con las tasas de deserción indicadas para el curso, decidió llevar un registro informal de su viaje a través de la sección de 2009: «... Tuvimos 51 estudiantes el primer día, 31 estudiantes el segundo día, 24 para el los próximos cuatro días, 23 durante dos semanas más, y luego 21 durante el resto del primer semestre después del quinto lunes» (el comienzo de la quinta semana es la fecha límite para que los estudiantes decidan si quieren permanecer en Matemáticas 55 o si se transfieren a Matemáticas 25).

## Contenido del curso
Hasta 2006, el profesor tuvo amplia libertad para elegir el contenido del curso. Aunque Matemáticas 55 llevaba el título oficial «Cálculo avanzado con honores y álgebra lineal», los temas avanzados en análisis complejo, topología de conjuntos de puntos, teoría de grupos y geometría diferencial podrían cubrirse en profundidad a discreción del instructor, además de análisis real simple y multivariable, así como álgebra lineal abstracta. En 1970, por ejemplo, los estudiantes estudiaron la geometría diferencial de las variedades de Banach en el segundo semestre de Matemáticas 55. Por el contrario, Matemáticas 25 tenía un enfoque más restringido, por lo general cubría el análisis real, junto con la teoría relevante de los espacios métricos y los mapas (multi) lineales. Estos temas normalmente finalizaron con la demostración del teorema de Stokes generalizado aunque, si el tiempo lo permitía, también podían cubrirse otros temas relevantes (por ejemplo, la teoría de categorías o la cohomología de De Rham). Si bien ambos cursos presentaban cálculo desde un punto de vista riguroso y enfatizaban la teoría y la redacción de pruebas, Matemáticas 55 fue en general más rápido, más abstracto y exigió un mayor nivel de sofisticación matemática.
El libro de texto de Loomis y Sternberg Advanced Calculus, un tratamiento abstracto del cálculo en el marco de espacios vectoriales normados y en variedades diferenciables, se adaptó al programa de estudios de Matemáticas 55 de los autores y sirvió durante muchos años como texto asignado. Profesores de Matemáticas 55 y Matemáticas 25 también han seleccionado Principles of Mathematical Analysis de Walter Rudin, Calculus on Manifolds de Michael Spivak, Linear Algebra Done Right de Sheldon Axler y Finite-Dimensional Vector Spaces de Paul Halmos como libros de texto o referencias.
A partir de 2007, el alcance del curso (junto con el de Matemáticas 25) se cambió para cubrir más estrictamente los contenidos de cuatro cursos semestrales en dos semestres: Matemáticas 25a (álgebra lineal) y Matemáticas 122 (teoría de grupos) en Matemáticas 55a; y Matemáticas 25b (cálculo, análisis real) y Matemáticas 113 (análisis complejo) en Matemáticas 55b. El nombre también se cambió a «Álgebra abstracta con honores» (Matemáticas 55a) y «Análisis real y complejo con honores» (Matemáticas 55b). La fluidez en la formulación y redacción de pruebas matemáticas se enumera como un requisito previo del curso para Matemáticas 55, mientras que dicha experiencia se considera «útil» pero no requerida para Matemáticas 25. En la práctica, los estudiantes de Matemáticas 55 generalmente han tenido una amplia experiencia en redacción de pruebas y matemáticas abstractas, y muchos de ellos han sido ganadores anteriores de prestigiosas olimpiadas matemáticas nacionales o internacionales (como USAMO o IMO). Los estudiantes típicos de Matemáticas 25 también han tenido una exposición previa a la redacción de pruebas a través de concursos de matemáticas o cursos de matemáticas de nivel universitario.

## Alumnos notables
Se espera que los conjuntos de problemas tarden de 24 a 60 horas por semana en completarse, aunque algunos afirman que están más cerca de las 20 horas. Muchos de los que pueden manejar la carga de trabajo y completar el curso se convierten en profesores en campos cuantitativos; los alumnos graduados de Matemáticas 55 incluyen a los profesores de matemáticas de Harvard Benedict Gross y Joe Harris, así como a la profesora de física de Harvard Lisa Randall, los profesores de economía de Harvard Andrei Shleifer y Eric Maskin, y el profesor de economía de Berkeley Brad DeLong. Contrario a un artículo de 2006 en The Harvard Crimson que alegaba que sólo 17 mujeres completaron la clase entre 1990 y 2006, 39 mujeres completaron 55a y 26 completaron 55b. Matemáticas 25 tiene más mujeres: en 1994-1995, Matemáticas 55 no tenía mujeres, mientras que Matemáticas 25 tenía alrededor de 10 mujeres en el curso de 55 personas.
Algunos alumnos notables de Matemáticas 55 incluyen a Bill Gates, Richard Stallman y el productor ejecutivo de Los Simpson, Al Jean.
Los datos demográficos de los estudiantes que tomaron este curso a lo largo de los años se han utilizado para estudiar las causas de las diferencias de género y raza en los campos de las matemáticas y la tecnología.

## En la cultura popular
Matemáticas 55, junto con los cursos Matemáticas 15 y Matemáticas 25 de la misma Universidad de Harvard, son mencionados por Spencer Reid en el episodio 21 de la décima temporada de Mentes criminales titulado «Mr. Scratch». En la serie televisiva se afirma que los graduados de Matemáticas 55 son obligados a unirse a la NSA porque son demasiado peligrosos para trabajar en otro lugar.